# Blahodatne, Vîsokopillea
Blahodatne (în ucraineană Благодатне) este un sat în comuna Zaricine din raionul Vîsokopillea, regiunea Herson, Ucraina.

## Demografie
Componența lingvistică a localității Blahodatne
     Ucraineană (94,55%)
     Rusă (5,45%)
Conform recensământului din 2001, majoritatea populației localității Blahodatne era vorbitoare de ucraineană (94,55%), existând în minoritate și vorbitori de rusă (5,45%).